# چاه آب

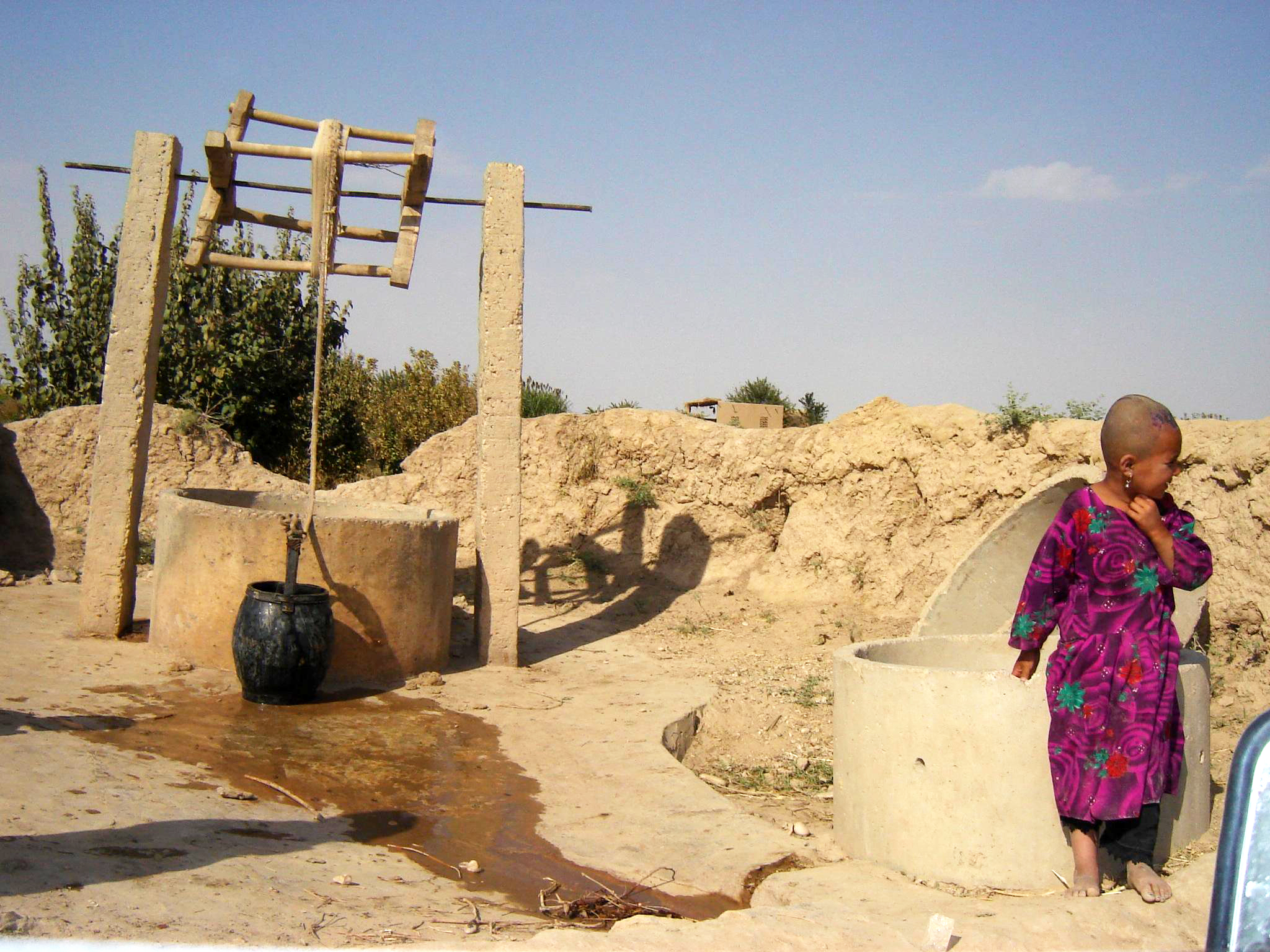
یک چاه آب در افغانستان.

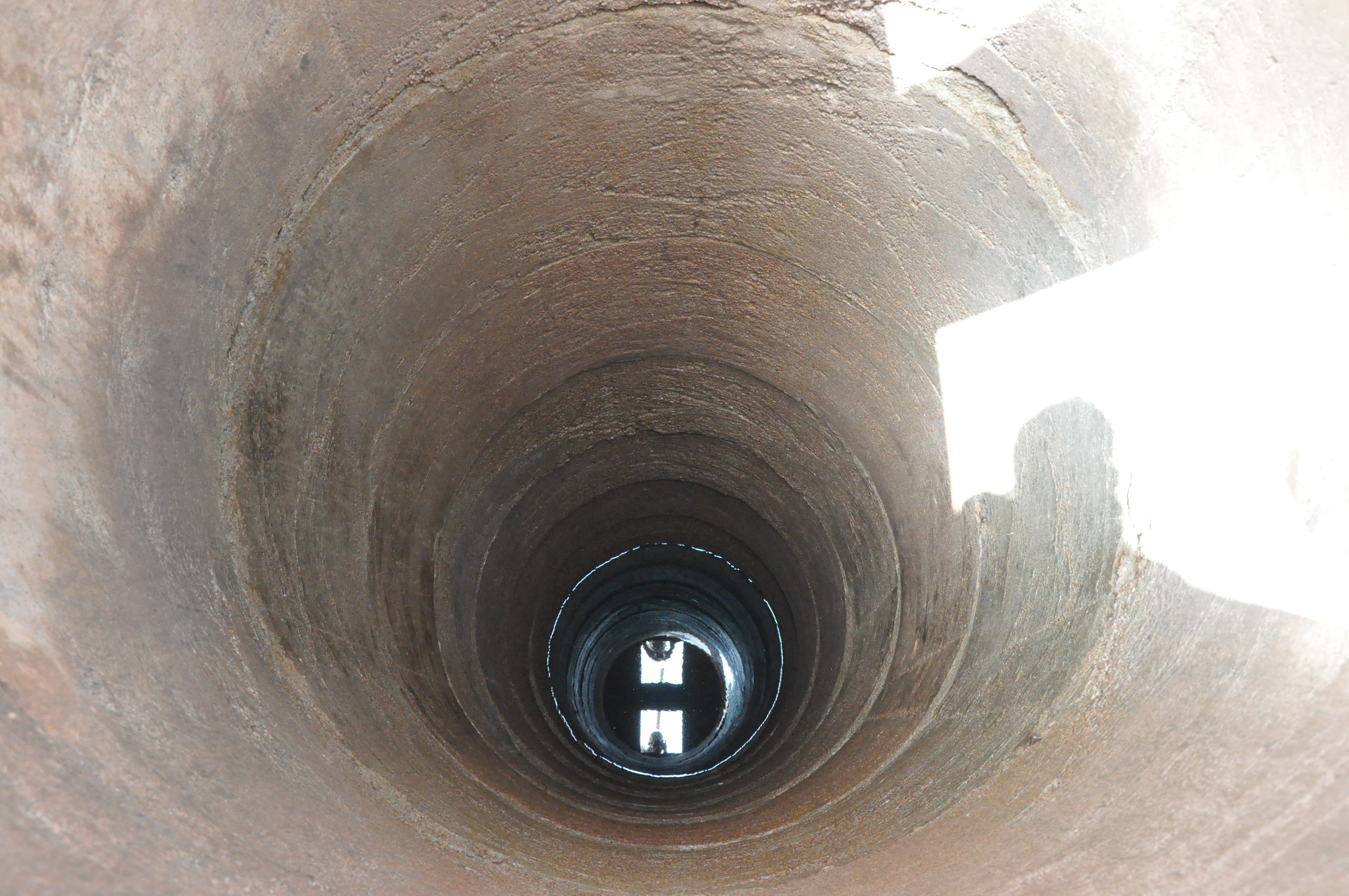
نمایی از چاه آب.

چاه آب، گودالی است که انسان برای رسیدن به آب در زمین به صورت دستی یا ماشینی حفر می‌کند. چاه‌های آبی، آب خود را از سفره‌های زیرزمینی تهیه می‌کنند که میزان عمق آن به شرایط محیطی بستگی دارد.
چاه‌های آب برای مصارف آشامیدنی، کشاورزی و صنعتی حفر می‌شود.

## ویژگی‌ها
چاه خوب چاهی است که مقدار آب مورد نظر به مدتی نامحدود در ازاء حداقل هزینه از آن پمپاژ می‌شود. برای نیل به چنین خواسته‌ای لازم است که ویژگی‌های هیدرولیکی آکویفرو کار آئی هیدرولیکی از طریق تست‌های پمپاژ مورد محاسبه قرار گیرد. برای شناخت بیشتر از سفره‌های آب زیرزمینی می‌توان با حفر چاه‌های مته‌ای و اندازه‌گیری سطح آب این چاه‌ها در هر ماه (رتینگ) یک نگاه موقت از وضعیت سفره آب زیرزمینی ایجاد کرد تا از اطلاعات آن برای محاسبه دیگر پارامترهای آبی استفاده کرد.

## ساختار چاه آب
چاه آب در قدیم به صورت دستی حفر می‌شده و شامل میله چاه بوده است که به صورت افقی به قطر استاندارد ۹۰ سانتی‌متر و ۱۰۰ سانتی‌متر حفر می‌شده و به مرور مقنی حفر چاه آب این را فهمیدند با زدن انباره کوچکی در انتهای آن می‌توان آب بیشتر را در چاه ذخیره کنند. ساختار شامل:میله چاه، انباری، طوقه درب چاه فاضلاب می‌باشد و در بعضی از قنات‌ها و چاه‌های بسیار قدیمی می‌بینیم که از انتهای چاه تا بالای چاه را به شکل بسیار زیبا آجر چینی و طوقه چینی کرده‌اند.

## حفر چاه آب توسط چاه‌کن
اگرچه این روزها دیگر تقریباً شغل چاه کنی یا مقنی گری منسوخ شده است و با عنوان یک شغل دائم کسی به آن اشتغال ندارد، اما هنوز هم در برخی شرایط و مناطق، این افراد به خدمت گرفته می‌شوند تا عملیات حفر چاه به صورت دستی انجام شود.
اما این شغل در دنیای امروزی و با پیشرفت دستگاه‌های حفاری و البته با وجود مخاطراتی که برای مقنی دارد، در حال کمرنگ شدن و نابودی است.
دیگر در کمتر جایی می‌توانید یک فرد را با یک چرخ و دلو و سازو و انواع بیل و کلنگ ببینید، تمام اینها جای خود را به دستگاه‌های عظیم و غول آسای حفاری داده‌اند.
با وجود پیشرفت‌های تکنولوژی هم در عرصه دستگاه‌های حفر چاه و هم در عرصه سیستم‌های نوین دفع فاضلاب، اما هنوز هم حفر چاه به صورت دستی توسط چاه کن یا مقنی، خواهان و طرفداران خود را دارد و در برخی مناطق نیاز هست که حفر چاه چه به منظور دسترسی به آب آشامیدنی سالم، چاه فاضلاب، چاه ارت، چاه جذبی اب باران، مصارف کشاورزی و صنعتی انجام شود.

## نگارخانه
